# Martin Butler
Pour les articles homonymes, voir Butler.
Martin Butler (né en 1960 à Romsey, Hampshire, Angleterre) est un musicien, pianiste et compositeur de musique classique britannique.

## Biographie
Martin Butler a étudié à l'Université de Manchester et au Royal Northern College of Music. En 1983, il a reçu une bourse Fulbright pour aller étudier à l'Université de Princeton, aux États-Unis, où il a résidé jusqu'en 1987, et en 1985, il a reçu le Master of Fine Arts. 
En 1988, il a reçu le Prix Mendelssohn, qui lui a permis de passer plusieurs semaines à Tempo Reale, le studio de Berio à Florence, et en 1994, il est devenu fellow du Royal Northern College of Music. De septembre 1998 à juillet 1999, il a été compositeur en résidence à l'Institute for Advanced Study de Princeton aux États-Unis.
Il est actuellement (2022) professeur de musique à l'Université du Sussex.